# Малыгино (Владимирская область)
Малы́гино — посёлок в Ковровском районе Владимирской области России, входит в состав Малыгинского сельского поселения.

## География
Посёлок расположен в 10 км на северо-запад от Коврова, в 11 км на север-восток от ж/д станции Новки.

## История
В конце XIX — начале XX века деревня входила в состав Малышевской волости Ковровского уезда, с 1926 года — в составе Эдемской волости. В 1859 году в деревне числился 21 двор, в 1905 году — 25 дворов, в 1926 году — 31 двор.
С 1929 года деревня входила в состав Кисляковского сельсовета Ковровского района, с 1940 года — в составе Малышевского сельсовета, с 1972 года — в составе Ручьевского сельсовета, с 2005 года — в составе Малыгинского сельского поселения.

## Население
| 1859 | 1905 | 1926 | 2002  | 2010  | 2021  |
| ---- | ---- | ---- | ----- | ----- | ----- |
| 170  | ↘161 | ↗172 | ↗2192 | ↘2084 | ↘2078 |

## Инфраструктура
В посёлке находятся средняя школа, детский сад, музыкальная школа, филиал Ковровского дома культуры, детско-юношеская спортивная школа «Олимп», отделение почтовой связи, отделение Сбербанка.

## Экономика
- ЗАО «Ковровский завод силикатного кирпича» — один из крупнейших производителей силикатного кирпича в Центральном регионе России. Предприятие построено в 1958 году.

## Достопримечательности
- Часовня Петра и Павла
- Памятник погибшим в Великой Отечественной войне